# Paul Imbert
Pour les articles homonymes, voir Imbert.
Paul Imbert (* ±1585 † ±1640) est un marin poitevin originaire des Sables-d'Olonne. Capturé par les corsaires du sultan du Maroc au large de Rabat, pendant de la guerre de course, il vécut une vie d'esclave au Maroc, ce qui lui permit d'être l'un des premiers Européens à entrer dans Tombouctou, quelque deux cents ans avant René Caillié (1799-1838) en 1828,,.

## Biographie
Paul Imbert est né vers 1585 dans la ville des Sables-d'Olonne, d'une famille modeste.  
Mousse dès l'adolescence, il devient capitaine de morutier et participe à la Grande Pêche à la Morue de l'Atlantique qui voit les marins européens partir de longs mois en mer pour pêcher la morue dans l'Atlantique-Nord. 
Vers l'an 1610, Paul Imbert est capturé par des corsaires du Bouregreg et emmené au Maroc, où il devient l'esclave du pacha de Marrakech Ammar el Feta, lui-même eunuque d'origine portugaise au service du sultan du Maroc Zaidan el-Nasir. 
On sait peu de choses de la vie de Paul Imbert, si ce n'est sa participation vers 1618, à un voyage du pacha Ammar à Tombouctou, sur l'ordre du sultan, afin de raffermir le pouvoir de ce dernier. L'expédition est malheureusement un échec pour le Maroc. Paul Imbert rentre avec son maître à Marrakech où, malgré ses efforts pour être délivré ou racheté, il meurt esclave vers 1640.